# 소대흔
소대흔(蕭大昕, 541년 ~ 551년 10월 2일)은 중국 남북조 시대 양나라의 황족이다. 자는 인랑(仁朗)이고 간문제의 열여덟째 아들이다.